# Friedrich Wilhelm von Borcke (Generalmajor)
Friedrich Wilhelm von Borcke (* 1680 in Pommern; † 5. November 1743 in Kolberg) war ein preußischer Generalmajor, Kommandant der Festung Kolberg sowie Erbherr auf Wangerin, Wuhrow und Glietzig im Kreis Regenwalde.

## Leben

### Herkunft
Seine Eltern waren der pommersche Landrat und Erbherr auf Unheim Franz Joachim von Borcke (* 1631; † 23. März 1692) und dessen Ehefrau Elisabeth Emerentia, geborene von Reiffenberg (* 5. Juli 1663; † 1683). Der Kammerdirektor Franz Heinrich von Borcke (* um 1675; † 1739) war sein Bruder.

### Militärlaufbahn
Borcke ging 1697 zunächst als Junker in polnische Dienste und wurde dort 1700 Leutnant. Am 19. April 1704 trat er in preußische Dienste als Rittmeister im Kürassierregiment „Katte“. Er kämpfte im Spanischen Erbfolgekrieg in den Schlachten bei Oudenaarde und Malplaquet. Am 29. Januar 1712 stieg er zum Major auf. Im Pommernfeldzug 1715/1716 nahm er an der Belagerung von Stralsund teil. Am 14. November 1716 erfolgte die Beförderung zum Oberstleutnant und im Jahr 1723 am 15. April die zum Regimentskommandeur und am 29. Juni zum Oberst.
Am 2. Januar 1733 bat Borcke wegen Krankheit König Friedrich Wilhelm I. um seinen Abschied. Den verweigert der König, versprach ihm aber die nächste freiwerdende Kommandantur. Am 16. Juli 1734 erteilte er Borcke die Genehmigung, zur Werbung nach Eisenach und dann ins Reich zu gehen. Er solle bis zum 1. November beim Regiment bleiben und dafür 30 Taler monatlich erhalten, dann aber eine Pension von 1000 Talern jährlich. Im Jahr 1736 beförderte der König Borcke zum Generalmajor und gestattete ihm im Dezember, auf seinen Gütern in Pommern zu bleiben. Von König Friedrich II. erhielt Borcke am 7. September 1740 die Stelle des Kommandanten von Kolberg. Dort starb er am 5. November 1743. Beigesetzt wurde er auf seinem Gut Wangerin. Seiner Witwe hatte Friedrich eine Pension zugesagt.

### Familie
Borcke heiratete am 27. November 1702 Margaretha von Mardefeld, mit der er 14 Kinder hatte, darunter:
- Eleonore ⚭ 1745 Pierre-Louis Moreau de Maupertuis
- Sophia Hedwig (* 4. Januar 1705; † 16. Dezember 1769) ⚭ Johann Wilhelm Riedesel von Eisenbach (1705–1782) (Eltern von Johann Conrad Riedesel zu Eisenbach)
- Maria Charlotte (1714–1785) ⚭ Thure Gustav Klinckowström, Kanzler von Pommern[2]
- Johann Wilhelm Leopold († 2. Februar 1801), Major ⚭ Christine Marie Elisabeth von Gersdorff